# Maksym Biły (ur. 1990)
Maksym Ihorowycz Biły, ukr. Максим Ігорович Білий (ur. 21 czerwca 1990 w Wasylkiwka, w obwodzie dniepropetrowskim) – ukraiński piłkarz, grający na pozycji obrońcy.

## Kariera piłkarska

### Kariera klubowa
Wychowanek Akademii Piłkarskiej Szachtar Donieck, barw którego bronił w juniorskich mistrzostwach Ukrainy (DJuFL). Karierę piłkarską rozpoczął 25 lipca 2007 w trzeciej drużynie Szachtara. Latem 2010 został wypożyczony do Stali Ałczewsk. 1 czerwca 2011 roku został piłkarzem Zorii Ługańsk. 12 czerwca 2015 przeszedł do chorwackiego Hajduka Split. 4 września 2016 roku za obopólną zgodą kontrakt został anulowany. 4 lutego 2017 podpisał kontrakt z Anży Machaczkała. 19 czerwca 2017 za obopólną zgoda kontrakt został anulowany, a 16 lipca został piłkarzem FK Mariupol. 10 stycznia 2019 opuścił mariupolski klub, a 15 stycznia wrócił do Zorii Ługańsk. 8 lutego 2020 został wypożyczony do Ruchu Lwów.

### Kariera reprezentacyjna
Występował w juniorskich reprezentacjach U-16, U-17, U-18 oraz U-19.

## Sukcesy i odznaczenia
- mistrz Europy U-19: 2009